# Fuerza Aérea de Mauritania
La Fuerza Aérea Islámica de Mauritania (en francés: Force Aerienne Islamique de Mauritanie) (FAIM), es la rama de las Fuerzas Armadas de Mauritania que se ocupa de la defensa aérea. Se estableció en 1960. Como muchas de las antiguas colonias francesas, Mauritania recibió ayuda económica y militar limitada de Francia. La FAIM comenzó como una fuerza de transporte con cuatro Douglas C-47 Skytrain, dos Aérospatiale (Nord) 262 y dos Cessna 336 / 337 Skymaster.
En 2007, la FAIM contaba con 150 miembros y se organizaba en dos escuadrones. Uno de observación y vigilancia, y el otro de transporte. Constatar la capacidad operativa de la fuerza aérea mauritana es difícil y las fuentes discrepan sobre el número de aviones realmente en servicio.

## Historia
La nación de Mauritania se independizó de Francia en 1960. La Fuerza Aérea Mauritana (FAM) recibió aeronaves como el Douglas C-47 Skytrain y el Max Holste Broussard, que posteriormente fueron reemplazadas por el Britten-Norman Defender. Entre los años 1976 y 1978, la FAM había operado un escuadrón de transporte y reconocimiento aéreo en el Guerra del Sahara Occidental. En esa misma época, se suministraron dos aeronaves Cessna 336 / 337 Skymaster y dos aviones de transporte de Havilland Canada DHC-5 Buffalo con capacidades STOL. Entre los años 1977 y 1978, un DHC-5 se estrelló, y la otra unidad fue devuelta a la corporación aeronáutica de Havilland Canada, en 1979. La guerrilla del Frente Polisario derribó un avión Norman Defender, y dos aviones mauritanos resultaron dañados en 1978. El gobierno de Mauritania ordenó seis aeronaves FMA IA-58 Pucará para llevar a cabo misiones de ataque terrestre desde el territorio mauritano, esta orden fue cancelada más tarde, tras el golpe militar de Mauritania en julio de 1979.
Recientemente se ha creado la Escuela del Ejército del Aire mauritano en Atar (Mauritania). La escuela de vuelo ha sido fundada para entrenar a los futuros pilotos, mecánicos y tripulantes de la Fuerza Aérea mauritana.
Las adquisiciones más recientes han tenido lugar en la R.P. China en forma de varios aviones de transportes turbohélice Harbin Y-12 que se entregaron en septiembre de 1995, uno se estrelló en abril de 1996, mientras que un segundo avión se estrelló el 12 de julio de 2012. El Xian Y-7 (una variante producida con licencia del Antonov An-24) fue entregado en octubre de 1997, pero se estrelló en mayo de 1998.

## Aeronaves
| Aeronave                     | Fotografía | Origen         | Tipo                    | Variante | Número  | Notas                                           |
| Combate                      | Combate    | Combate        | Combate                 | Combate  | Combate | Combate                                         |
| ---------------------------- | ---------- | -------------- | ----------------------- | -------- | ------- | ----------------------------------------------- |
| Embraer EMB 314 Super Tucano |            | Brasil         | COIN / ataque           | EMB-312F | 4       |                                                 |
| Reconocimiento               |            |                |                         |          |         |                                                 |
| Cessna 208 Caravan           |            | Estados Unidos | reconocimiento          |          | 2       |                                                 |
| Transporte                   |            |                |                         |          |         |                                                 |
| Basler BT-67                 |            | Estados Unidos | transporte / utilitario |          | 1       | DC-3 modificados con motores P&W PT6A Turboprop |
| Cessna 441                   |            | Estados Unidos | transporte vip          |          | 1       |                                                 |
| Pilatus PC-6                 |            | Suiza          | utilitario              |          | 1       | aeronave con capacidad STOL                     |
| Harbin Y-12                  |            | China          | transporte              |          | 1       |                                                 |
| CASA CN-235                  |            | España         | Transporte              |          | 2       |                                                 |
| Helicópteros                 |            |                |                         |          |         |                                                 |
| Harbin Z-9                   |            | China          | utilitario              |          | 2       |                                                 |
| AgustaWestland AW109         |            | Italia         | utilitario              |          | 2       |                                                 |
| Entrenamiento                |            |                |                         |          |         |                                                 |
| Embraer EMB-312 Tucano       |            | Brasil         | entrenador              |          | 5       |                                                 |
| Aermacchi SF-260             |            | Italia         | entrenador              |          | 4       |                                                 |